# Riad Salamuni
Riad Salamuni (Ponta Grossa, 7 de setembro de 1927 – Curitiba, 30 de novembro de 2002) foi um geólogo e professor universitário brasileiro.

## Biografia
Riad Salamuni formou-se em História Natural no ano de 1952, pela Universidade Federal do Paraná. Entre 1954 e 1955, recebeu bolsa de estudos do governo brasileiro para completar seus estudos em Geologia pelas Universidades de Miami e de Chicago recebendo, então, o título de Geólogo. Concluiu o doutorado em 1965. Durante seu período de graduação exerceu o cargo de Secretário-Geral da União Paranaense de Estudantes em 1951/52 e tricampeão de xadrez do estado do Paraná, entre 1949 e 1951, pela Federação de Xadrez do Paraná.
Riad Salamuni foi um dos mais importantes geólogos e geocientistas paranaenses do século XX, com projeção internacional. Foi professor do Departamento de Geologia da Universidade Federal do Paraná (UFPR) entre 1953 e 1990, onde ministrou um grande número de disciplinas ligadas à Geologia, tanto em cursos de graduação quanto de pós-graduação. Foi chefe do Departamento de Geologia da UFPR (1962-1965), Diretor do Instituto de Geologia da UFPR (1973-1976). Entre 1983 e 1986 foi presidente da Mineropar (Minerais do Paraná S.A.), sociedade de economia mista que depois recebeu o nome de Serviço Geológico do Estado do Paraná - MINEROPAR, atual Instituto Água e Terra do Paraná, cargo que também foi ocupado por seu filho, o geólogo e professor da UFPR, Eduardo Salamuni. Foi também o primeiro Reitor eleito pela comunidade universitária da Universidade Federal do Paraná, entre 1986 e 1990. 
Foi pesquisador ativo por mais de três décadas, discípulo e colaborador de Reinhard Maack assim como parceiro intelectual de João José Bigarella. Suas pesquisas resultaram em dezenas de artigos científicos nacionais e internacionais que abordaram, principalmente, aspectos gerais da geologia do estado do Paraná, com foco na Bacia Sedimentar do Paraná, na Bacia Sedimentar de Curitiba e unidades Pré-Cambrianas do Primeiro Planalto Paranaense. Riad Salamuni também trabalhou no campo da hidrogeologia, tendo formado um grupo de egressos nesta área que vieram a completaram uma equipe de excelência na antiga Sudhersa, que depois de sucessivas denominações integram o atual Instituto Água e Terra, autarquia do Estado do Paraná. Ainda dentro do campo da hidrogeologia foi consultor, por vários anos, da companhia T. Janér.
Do ponto de vista político, foi membro do antigo PSB (Partido Socialista Brasileiro), defendendo a campanha "O petróleo é nosso". Seu filho Paulo Salamuni foi vereador de Curitiba pelo Partido Verde por sete mandatos  . Riad Salamuni foi um dos grandes defensores da causa ambiental no Paraná tendo, inclusive, recebido o Prêmio Curupira do Governo do Estado do Paraná. Publicou inúmeros artigos de opinião em jornais de circulação diária e, inclusive recebendo o Prêmio Curupira nesta área. Foi colaborador, ainda na questão ambiental, de Teresa Urban e consultor da Procuradoria Ambiental do Ministério Público Estadual do Paraná.  
Riad Salamuni foi um dos grandes defensores da Escola Técnica da Universidade Federal do Paraná. Em sua homenagem, o complexo educacional do Setor de Educação Profissional e Tecnológica da referida Universidade, criado em 2004, leva seu nome, Complexo Tecnológico Riad Salamuni. Dá nome também ao Centro Municipal de Educação Infantil (CMEI) Professor Riad Salamuni.
Foi membro da Academia Paranaense de Letras </ref> 

## Obras publicadas (parcial)
1. Bigarella, J. J. e Salamuni, R. (1958) Sobre um aparelho para medição de estratificação cruzada. Dusenia 8(1): 41-43, Curitiba, PR.
2. Bigarella, J. J. e Salamuni, R. (1961) Early Mesozoic wind patterns as suggested by dune bedding in the Botucatu sandstone of Brazil and Uruguay. Bull. Geol. Soc. Amer. 72: 1089-1106
3. Bigarella, J. J., Salamuni, R. e Marques Filho, P. L. (1961) Considerações sobre a Formação Furnas. Bol. Paranaense de Geografia. 4/5: 53 pp., Curitiba, PR.
4. Salamuni, R., Bigarella J. J. e Takeda F. K. (1961) Considerações sobre a estratigrafia e tectônica da Série Itajaí. Boletim Paranaense de Geografia, 4-5: 188-201.
5. Salamuni, R. (1962) Estruturas sedimentares singenéticas e sua significação na Série Passa Dois. UFPR, Curitiba, 89p.
6. Salamuni, R., Marques Filho, P. L. e Sobanski, A. C. (1966) Considerações sobre turbiditos da Formação Itararé (Carbonífero Superior), Rio Negro-PR e Mafra-SC. Boletim da Sociedade Brasileira de Geologia, São Paulo, v. 15, p. 1-19.
7. Salamuni, R., Bigarella J. J. e Fuck R. A. (1966) Sobre a ocorrência de estrias glaciais no segundo planalto do Paraná. Bol. Paranense de Geografia, 18/20: 127-131.
8. Bigarella, J. J., Salamuni, R., Marques, F. P. L. (1967) Estruturas e texturas da Formação Furnas e sua significação paleogeográfica. Boletim da Universidade Federal do Paraná, Curitiba, n. 18, 114p.
9. Salamuni, R. e Bigarella, J. J. (1966) Contribuição à geologia do Grupo Açungui. Universidade Federal do Paraná, Geologia. Boletim 23, 26 p.
10. Bigarella, J. J. e Salamuni, R. (1967) The Botucatu Formation. In: J. J. Bigarella, R. D. Becker, J. D.Pinto (eds). Problems in Brazilian Gondwana Geology. UFPR, Curitiba, p. 198-206
11. Bigarella, J. J. e Salamuni, R. (1967) A review of South American Gondwana Geology. In: Symposium on Gondwana Stratigraphy and Paleontology, Mar Del Plata, Argentina, 1967, Reviews…, p. 7-138.
12. Bigarella, J. J., Pinto, I. D. e Salamuni, R. (1967) Brazilian Gondwana Geology: Excursion n. 3: Guide book / Editors. IN: International Symposium on the Gondwana Stratigraphy and Paleontology: Mar del Plata, Argentina, 1967.
13. Bigarella, J. J., Salamuni, R. e Fuck, R. A. (1967) Striated surfaces and related features developed by Gondwana ice sheets (State of Paraná, Brazil). Palaeogeography, Palaeoclimatology, Palaeoecology, 3: 265-276.
14. Salamuni, R. e Bigarella, J. J. (1967) The pre-Gondwana basement. IN: Bigarella, J. J. (Ed.) Problems in Brazilian Devonian Geology. Curitiba. Universidade Federal do Paraná. Boletim Paranaense de Geociências, 21-22.
15. Salamuni, R. (1969) Fundamentos geológicos do Paraná. In: História do Paraná. Ed. Grafipar. Curitiba, v.II, p. 13-128.
16. Mendes, J. C., Bigarella, J. J. e Salamuni, R. (1972) Estratigrafia e sedimentologia. Brasília: INL: MEC, 1972. 1v. (várias paginações): il., mapas.
17. Bigarella, J. J. e Salamuni, R. (1977). Some palaeogeographic features of the Brazilian Devonian. (inglês) Curitiba. Universidade Federal do Paraná. Bol. Paranaense de Geociências, vol. 21, p. 133 – 167.
18. Salamuni, R., Salamuni, E., Rocha, L. A., e Rocha, A. L. (2002) Parque Nacional do Iguaçu, PR - Cataratas de fama mundial: web.archive.org - unb.br - pdf IN: Schobbenhaus, C.; Campos, D. A.; Queiroz, E. T.; Winge,M.; Berbert-Born, M. L. C. (Edit.) 2002. Sítios Geológicos e Paleontológicos do Brasil. DNPM/CPRM - Comissão Brasileira de Sítios Geológicos e Paleobiológicos (SIGEP) - Brasília 2002; 554pp; ilust.